# 宿毛一本松改良
宿毛一本松改良（すくもいっぽんまつかいりょう）は高知県宿毛市野地から愛媛県南宇和郡愛南町一本松増田に至る国道56号の延長0.9kmを改良して、線形不良と災害危険箇所の解消を図ることを目的としたものである。

## 概要
- 起点: 宿毛市野地
- 終点: 愛南町一本松
- 延長: 0.9km
- 規格: 第3種第2級
- 車線数: 完成2車線
- 道路幅員: 11m
- 車線幅員: 3.25m
- 設計速度: 60km/h

## 沿革
- 2000年（平成12年） - 事業化[1]。
- 2002年（平成14年） - 用地着手、工事着手[1]。
- 2007年（平成19年）3月24日 - 宿毛市野地〜愛南町一本松 (L=0.9km) の2車線供用[1]。

## 通過市町村
- 高知県宿毛市
- 愛媛県南宇和郡愛南町

## 当該道路の位置関係
- （宇和島方面） - 国道56号
- （中村方面） - 国道56号

## 主な構造物
- 正木トンネル(L=226m、W=9.5m）[2]。